# Mustela subpalmata
Mustela subpalmata är en däggdjursart som beskrevs av Wilhelm Hemprich och Ehrenberg 1833. Mustela subpalmata ingår i släktet Mustela och familjen mårddjur. IUCN kategoriserar arten globalt som livskraftig. Inga underarter finns listade.
Fram till 1992 räknades Mustela subpalmata som en population eller underart av vesslan (Mustela nivalis).

## Utseende
Arten är en av de minsta i släktet och även ett av de minsta rovdjuren. Kroppslängden (huvud och bål) är 32,5 till 43 cm och svanslängden 9,5 till 13 cm. Hanar är allmänt 4 cm längre än honor (huvud och bål). Hanar väger 60 till 130 g och honor bara 45 till 60 g. Pälsen har på ovansidan en kanelbrun till mörkbrun färg och undersidan är krämfärgad till vit. Hos några individer förekommer bruna punkter på buken. Den smala svansen är enhetlig brun.

## Utbredning och habitat
Detta mårddjur lever endemiskt i nordöstra Egypten i Nilens delta kring Kairo och fram till Medelhavet. Mustela subpalmata är en kulturföljare som lever i landskap som förändrades av människor.

## Ekologi
Individerna är främst aktiva på natten men de kan även vara dagaktiv. De är omnivorer som äter frukt och grönsaker, samt jagar olika smådjur såsom gnagare, insekter, fiskar och fåglar. I människans samhällen söker arten ofta i avfallshögar efter föda. Med undantag av de tider där hanar och honor träffas för parningen, lever varje individ ensam. Det finns avgränsade revir som markeras med urin och avföring.
Honor kan ha upp till tre kullar per år och per kull föds fyra till nio ungar. Boet är en hålighet i kullerstensmurar eller under klippor.